# Джеймс Ерл Рей
Джеймс Ерл Рей (англ. James Earl Ray; нар. 10 березня 1928 , Олтон, Іллінойс — пом. 23 квітня 1998, Нешвілл, Теннессі) — вбивця лідера руху за громадянські права афроамериканців у США Мартіна Лютера Кінга. Був заарештований у лондонському аеропорту «Хітроу», екстрадований до США та звинувачений у вбивстві. 10 березня 1969 року Рей був визнаний винним і засуджений до 99 років ув'язнення в окружній в'язниці штату Теннессі. Подальші спроби Рея оскаржити рішення і постати перед комісією присяжних не були успішними, він помер у в'язниці 23 квітня 1998 року у віці 70 років. Сумніви у винуватості Рея не вщухають досі.